# Palazzo della Marchesa di Castelluccio

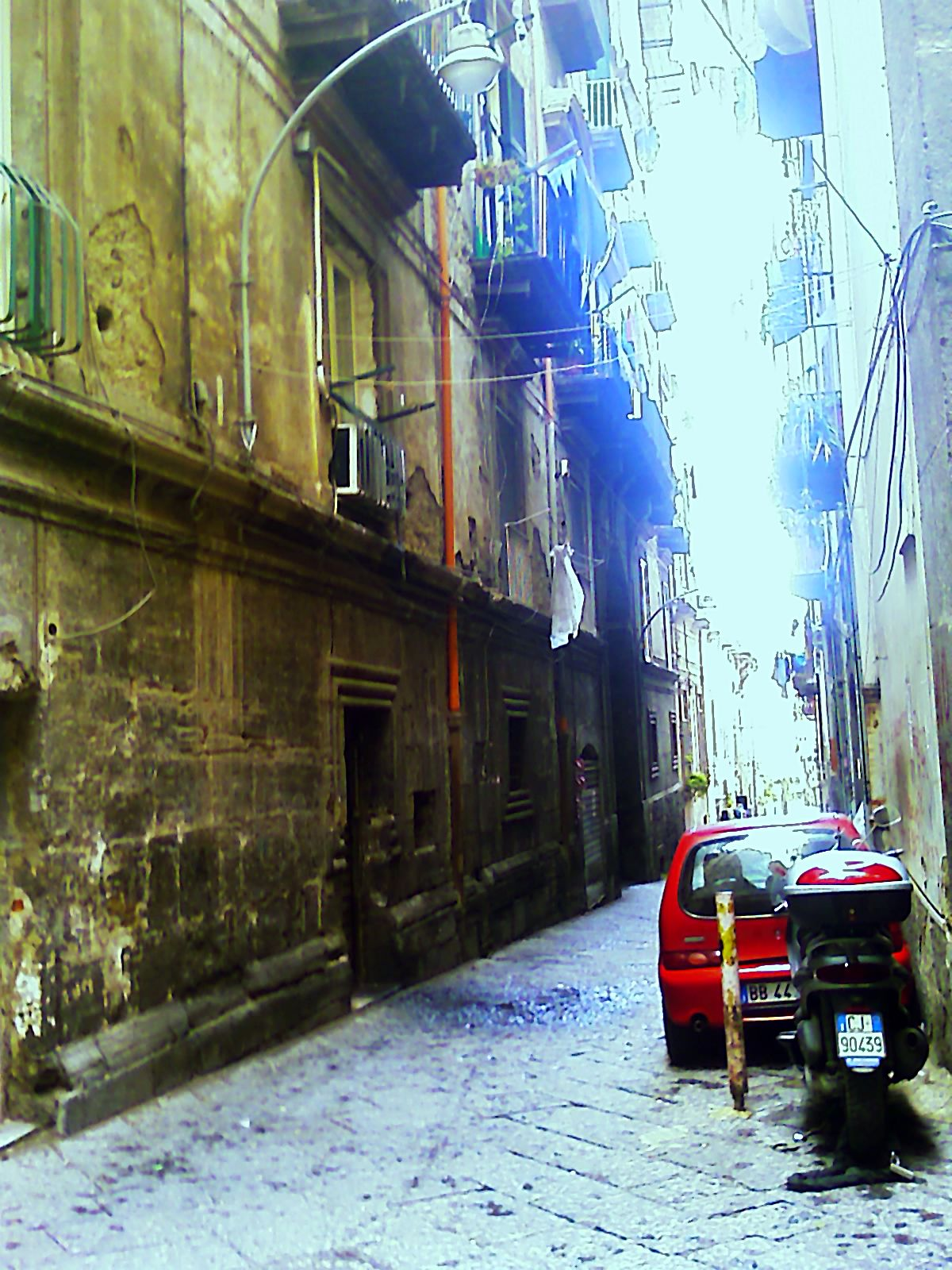
Palazzo della Marchesa di Castelluccio in Neapel

Der Palazzo della Marchesa di Castelluccio ist ein Renaissancepalast aus dem 16. Jahrhundert im Viertel Porto in Neapel in der italienischen Region Kampanien. Er liegt im Vico San Geronimo.

## Geschichte und Beschreibung
Das Gebäude wurde im 16. Jahrhundert unter der Leitung von Giovanni Francesco Mormando errichtet. Es hat zwei Fassaden, deren Erdgeschoss mit Piperno verkleidet ist und kleine Fenster hat. Darüber gibt es drei Stockwerke mit einfachen Rahmen.
Im Innenhof vermittelt eine Zusammenstellung an der Rückwand über dem Tor zu den Stallungen den Übergang von Zwischengeschoss zum ersten Obergeschoss; sie besteht aus drei Rundbögen, von denen der mittlere der größte ist. Ein weiterer, interessanter Punkt ist die Treppe mit zwei nebeneinander liegenden Bögen.